# Rommel-Schatz
Der Rommel-Schatz oder das Rommel-Gold ist ein etwa im Frühjahr 1943 von der SS vor Korsika möglicherweise versteckter Schatz mit Gold, Silber und Juwelen; zu diesem Zeitpunkt hatte die Wehrmacht in Afrika kapituliert. Es ist nicht sicher, ob der Schatz existiert und aus welcher Quelle er konkret stammen könnte. Er soll unter anderem aus erpressten und geraubten Wertgegenständen nordafrikanischer Juden aus der Zeit des Tunesienfeldzugs (in Libyen oder Tunesien) bestehen. Obersturmbannführer Walter Rauff, Gruppenleiter im Reichssicherheitshauptamt, konfiszierte im Jahr 1943 in Tunesien das Gold der dort lebenden Juden, ca. 1000 kg. Ob dies der spätere Rommel-Schatz war/ist, ist nicht klar. Da Rauff bis September 1943 einen Trupp der SS-Sicherheitspolizei auf Korsika leitete, gab es später Hinweise auf den Ort des Schatzes. 

## Beschreibung
Der Schatz geht angeblich auf die Initiative von Erwin Rommel zurück. Nach dem Krieg berichtete ein Abt, dass sechs Kisten im Keller des abgelegenen Klosters St. Antoine bei Bastia an der Ostküste Korsikas im September 1943 aufbewahrt worden seien. Anschließend seien die Kisten wasserdicht versiegelt und auf einen Frachter mit Ziel Deutschland geladen worden. Der Frachter habe sein Ziel aber nicht erreicht. Nach weiteren Vermutungen hätten einige Soldaten den Schatz versenkt, um ihn später selber zu bergen oder um die Kisten vor weiterem Zugriff zu sichern.
Die Aussagen, dass der Schatz vor Korsika zu finden sei, gehen vor allem auf eine Karte zurück, die der ehemalige SS-Mann und Straßenarbeiter Walter Kirner bei seiner Gefangennahme 1948 übergab. Kirner konnte aber im September 1943 nicht auf Korsika gewesen sein, da er zu diesem Zeitpunkt in einem sowjetischen Lazarett lag.
Der britische Journalist Peter Haining bezog sich in seinem Buch 2007 auf ein Dokument, das britischen Soldaten auf Korsika in die Hände gefallen war. Darin waren sechs Metallkisten voller Gold und Silber vermerkt, die vor der korsischen Küste liegen sollen, was mit der Karte Kirners in Einklang zu bringen war.

## Schatzsuchen
Die bisherigen Suchen vor Korsika verliefen vergeblich; größere Aktionen waren:
- Robert Sténuit im Auftrag des amerikanischen Millionärs Edwin Link, 1963
- Klaus Keppler, 2007

## Verfilmung und Dokumentationen
- Der Rommel-Schatz (OT: Il Tesoro di Rommel), Italien 1955, Regie: Romolo Marcellini, Deutsche Erstaufführung 1956
- Rommels Schatz. ZDF, Jörg Müllner und Jean-Christophe Caron, 29. Mai 2007
- Expedition ins Unbekannte–Rommels Schatz. Kabel eins Doku, Josh Gates, 23. Juni 2020